# Șamil Grigore
Șamil Grigore es un deportista rumano que compitió en piragüismo en la modalidad de aguas tranquilas. Ganó una medalla en el Campeonato Mundial de Piragüismo de 1999 y tres medallas en el Campeonato Europeo de Piragüismo, en los años 1999 y 2002.

## Palmarés internacional
| Campeonato Mundial | Campeonato Mundial | Campeonato Mundial | Campeonato Mundial |
| Año                | Lugar              | Medalla            | Evento             |
| ------------------ | ------------------ | ------------------ | ------------------ |
| 1999               | Milán (Italia)     | Medalla de plata   | C4 1000 m          |
| Campeonato Europeo |                    |                    |                    |
| Año                | Lugar              | Medalla            | Evento             |
| 1999               | Zagreb (Croacia)   | Medalla de plata   | C4 1000 m          |
| 2002               | Szeged (Hungría)   | Medalla de bronce  | C4 500 m           |
| 2002               | Szeged (Hungría)   | Medalla de plata   | C4 1000 m          |